# Lola Reve
Lola Reve (Montpellier; 8 de septiembre de 1992) es una actriz pornográfica y modelo erótica francesa.

## Biografía
Reve nació en septiembre de 1992 en la ciudad de Montpellier, al sur de Francia, situada en la región de Occitania y capital del departamento Hérault. Antes de entrar en la industria trabajó como oficial de peluquería en su ciudad natal.
Tras abandonar su puesto de trabajo, decidió probar suerte en la industria pornográfica. Tras ser fichada por el estudio Marc Dorcel debutó como actriz en 2013, a los 21 años de edad.
Como actriz, ha trabajado principalmente para estudios franceses y otros europeos, como Video Marc Dorcel, Viv Thomas, Metart, PornPros, Jules Jordan Video, Club Innocence o Snatch Films.
Pese a ejercer su carrera en Francia, su estatus en la industria europea le llevó a ser reconocida tanto en los Premios AVN como en los XBIZ, con sendas nominaciones en la categoría de Artista femenina del año durante los años 2015 y 2016.
Otras nominaciones destacadas de su carrera en los Premios AVN fueron en 2015, en la categoría de Mejor escena de sexo en grupo por Orgy Initiation of Lola; y sendas nominaciones a la Mejor escena de sexo en producción extranjera por Russian Institute 19: Holiday at My Parents, y en 2016 por Married Women.
Ha rodado más de 100 películas.
Alguno de sus trabajos son Anissa and Lola, Casting Hotties, Debauchery Mansion, Hardcore Pleasures 5, Lola At Your Service, Manuel's Fucking POV 2, Prison, Scandalous Girl, Stewardesses o Very Best Of Lola Reve.

## Premios y nominaciones
| Año  | Ceremonia            | Resultado | Premio                                        | Trabajo                                     |
| ---- | -------------------- | --------- | --------------------------------------------- | ------------------------------------------- |
| 2014 | Erotic Lounge Awards | Nominada  | Beste Darstellerin                            | —                                           |
| 2015 | Premios AVN          | Nominada  | Artista femenina extranjera del año           | —                                           |
| 2015 | Premios AVN          | Nominada  | Mejor escena de sexo en grupo                 | Orgy Initiation of Lola                     |
| 2015 | Premios AVN          | Nominada  | Mejor escena de sexo en producción extranjera | Russian Institute 19: Holiday at My Parents |
| 2015 | Premios AVN          | Nominada  | Premio fan: Debutante más rompedora           | —                                           |
| 2015 | Premios XBIZ         | Nominada  | Artista femenina extranjera del año           | —                                           |
| 2016 | Premios AVN          | Nominada  | Artista femenina extranjera del año           | —                                           |
| 2016 | Premios AVN          | Nominada  | Mejor escena de sexo en producción extranjera | Married Women                               |
| 2016 | Premios XBIZ         | Nominada  | Artista femenina extranjera del año           | —                                           |